# Los Angeles Dodgers
De Los Angeles Dodgers is een Amerikaanse honkbalclub uit Los Angeles. De club speelt in de Westelijke Divisie van de National League in de Major League Baseball. De club werd opgericht in Brooklyn (New York) en stond bekend onder de naam Brooklyn Dodgers. In 1958 verhuisde de club naar Los Angeles.

## Geschiedenis

### Vroege geschiedenis in Brooklyn
De stad Brooklyn had een geschiedenis van zeer goede honkbalclubs vanaf de jaren 1850, in het bijzonder de Brooklyn Atlantics, de Brooklyn Eckfords en de Brooklyn Excelsiors. Deze ploegen domineerden de competitie tijdens de jaren 1860. Het eerste honkbalspel dat betaalde entree vroeg, was een All Star wedstrijd tussen New York en Brooklyn in 1858. Brooklyn werd ook gekenmerkt door de eerste twee ingesloten honkbalvelden, Union Grounds en Capitoline Grounds, die de evolutie van het spel van amateurisme naar professionalisme versnelde. Ondanks het succes van de clubs van Brooklyn in amateurspel, kwam geen enkele sterke in Brooklyn gevestigde club in de eerste professionele liga, gevormd in 1871, voor.
De honkbalclub van Brooklyn werd gevormd in 1883 onder de naam Brooklyn Grays, en sloot zich het jaar daarop aan bij de American Association. Onder de naam Brookyn Bridegrooms werden ze de winnaars van de AA in 1889. Na de overschakeling naar de National League in 1890, werden ze daar ook kampioen. Zij zijn de enige ploeg geweest in de geschiedenis van de MLB om in beide liga's kampioen te worden in opeenvolgende jaren. Het duurde acht jaar voordat er meer succes zou volgen. Verscheidene supersterren werden verkocht aan Brooklyn door de Baltimore Orioles, samen met hun manager, Ned Hanlon. Deze verrijking aan spelers wierp onmiddellijk vruchten af, de Superbas van Hanlon wonnen het kampioenschap van 1899 en 1900.
De ploeg in die periode speelden hoofdzakelijk in twee stadions, Washington Park en Eastern Park. Tijdens de jaren 1890 speelde de ploeg in het stadion Eastern Park en kreeg de bijnaam Trolley Dodgers, later afgekort naar Dodgers. De ploeg kreeg deze bijnaam, omdat de fans en de spelers vele verschillende trolleys moesten nemen om bij het stadion te komen. De naam Trolley Dodgers werd voor het eerst gebruikt in twee kranten op 3 september 1895. In deze periode was de club betrokken in verschillende samensmeltingen. In 1888 smolt de club samen met de New York Metropolitans, in 1891 met de Brooklyn Wonders en in 1900 met de Baltimore Orioles.
In 1902 drukte Hanlon de wens uit om het team te kopen en het te verhuizen naar Baltimore. Zijn plan werd geblokkeerd door een clubwerknemer, Charles Ebbets, die zware schulden maakte om het team te kopen en het in de stad te houden. De ambitie van Ebbets' hield niet op bij het bezitten van het team. Hij wenste ook het Washington Park te vervangen door een nieuw stadion, en opnieuw moest hij zwaar investeren om de bouw van Ebbets Field te financieren, dat de thuisbasis zou worden voor de Dodgers vanaf 1913.

### Uncle Robbie & Daffiness Boys
Manager Wilbert Robinson, een andere ex-Oriole, ook bekend als Uncle Robbie, herstelde het team van Brooklyn. Met zijn Brooklyn Robins won hij de World Series in 1916 en 1920 en behaalde ook nog mooie resultaten in verschillende andere seizoenen. Nadat hij voorzitter werd van het team, verzwakte zijn aandacht voor wat er op het veld gebeurde. Hierdoor kreeg het team in de jaren 1920 de bijnaam Daffiness Boys, omdat ze zeer veel fouten begonnen te maken. Outfielder Babe Herman was de leider zowel in het raken van de bal, als ook in het missen. Na zijn verwijdering als clubvoorzitter, werd Robinson opnieuw manager en de prestaties van het team verbeterden weer.

## Dodgers Hall of Fame
In 1883 als Brooklyn Grays, in 1884 als Brooklyn Atlantics, van 1885 t/n 1887 weer als Brooklyn Grays, van 1888 t/m 1890 als Brooklyn Bridegrooms, van 1891 t/m 1895 als Brooklyn Grooms, van 1896 t/m 1898 weer als Brooklyn Bridegrooms, van 1899 t/m 1910 als Brooklyn Superbas, van 1911 t/m 1912 als Brooklyn Trolley Dodgers, in 1913 weer als Brooklyn Superbas, van 1914 t/m 1931 als Brooklyn Robins, van 1932 t/m 1957 als Brooklyn Dodgers, van 1932 t/m 1957 als Brooklyn Dodgers, en van 1958 t/m heden als Los Angeles Dodgers.
Tussen haakjes: jaren actief bij de club.
| Speler - Dave Bancroft (1928-1929) - Dan Brouthers (1892-1893) - Jim Bunning (1969) - Roy Campanella (1948-1957) - Max Carey (1926-1929) - Gary Carter (1991) - Kiki Cuyler (1938) - Don Drysdale (1956-1969) - Burleigh Grimes (1918-1926) - Rickey Henderson (2003) - Billy Herman (1941-1943, 1946) - Waite Hoyt (1932, 1937-1939) - Hughie Jennings (1899-1900, 1903) - Willie Keeler (1893, 1899-1902) - Joe Kelley (1899-1901) - George Kelly (1932) - Sandy Koufax (1955-1966) - Tommy Lasorda (1954-1955) - Tony Lazzeri (1939) - Freddie Lindstrom (1936) - Ernie Lombardi (1931) - Al Lopez (1928, 1930-1935) | - Greg Maddux (2006, 2008) - Heinie Manush (1937-1938) - Rabbit Maranville (1926) - Juan Marichal (1975) - Rube Marquard (1915-1920) - Pedro Martínez (1992-1993) - Tommy McCarthy (1896) - Joe McGinnity (1900) - Joe Medwick (1940-1943, 1946) - Eddie Murray (1989-1991, 1997) - Mike Piazza (1992-1998) - Pee Wee Reese (1940-1942, 1946-1958) - Frank Robinson (1972) - Jackie Robinson (1947-1956) - Duke Snider (1947-1962) - Casey Stengel (1912-1917) - Don Sutton (1966-1980, 1988) - Dazzy Vance (1922-1932, 1935) - Arky Vaughan (1942-1943, 1947-1948) - Lloyd Waner (1944) - Paul Waner (1941, 1943-1944) - John Montgomery Ward (1891-1892 als speler/manager) - Zack Wheat (1909-1926) | - Hoyt Wilhelm (1971-1972) - Hack Wilson (1932-1934) Manager / Coach / Scout - Walter Alston (1954-1976) - Max Carey (1932-1933) - Leo Durocher (1938-1941, 1943, 1945) - Burleigh Grimes (1937-1938) - Billy Herman (Coach 1952-1957) - Tommy Lasorda (1977-1996) - Ted Lyons (Coach 1954) - Wilbert Robinson (1914-1931) - Babe Ruth (Coach 1938) - George Sisler (Scout 1943, 1946-1950) - Casey Stengel (1934-1936) - Joe Torre (2008-2010) - John Montgomery Ward (1891-1892) General Manager - Branch Rickey (1942-1950) Executive - Larry MacPhail (1938-1942) - Walter O'Malley (1950-1979) |

Alston, Drysdale, Koufax, Lasorda en Sutton zijn de enige Hall of Famers verkozen voor hun prestaties in Los Angeles. Bunning heeft 9 wedstrijden gepitcht voor Los Angeles in 1969, Marichal 2 wedstrijden in 1975.

## Erelijst
In 1883 als Brooklyn Grays, in 1884 als Brooklyn Atlantics, van 1885 t/n 1887 weer als Brooklyn Grays, van 1888 t/m 1890 als Brooklyn Bridegrooms, van 1891 t/m 1895 als Brooklyn Grooms, van 1896 t/m 1898 weer als Brooklyn Bridegrooms, van 1899 t/m 1910 als Brooklyn Superbas, van 1911 t/m 1912 als Brooklyn Trolley Dodgers, in 1913 weer als Brooklyn Superbas, van 1914 t/m 1931 als Brooklyn Robins, van 1932 t/m 1957 als Brooklyn Dodgers, van 1932 t/m 1957 als Brooklyn Dodgers, en van 1958 t/m heden als Los Angeles Dodgers.
- Winnaar World Series (8×): 1955, 1959, 1963, 1965, 1981, 1988, 2020, 2024
- Runners-up World Series (14×): 1916, 1920, 1941, 1947, 1949, 1952, 1953, 1956, 1966, 1974, 1977, 1978, 2017, 2018
- Winnaar American Association (professionele honkbal competitie van 1882 t/m 1891) (1×): 1889
- Winnaar National League (25×): 1890, 1899, 1900, 1916, 1920, 1941, 1947, 1949, 1952, 1953, 1955, 1956, 1959, 1963, 1965, 1966, 1974, 1977, 1978, 1981, 1988, 2017, 2018, 2020, 2024
- Winnaar National League West (22×): 1974, 1977, 1978, 1981, 1983, 1985, 1988, 1995, 2004, 2008, 2009, 2013, 2014, 2015, 2016, 2017, 2018, 2019, 2020, 2022, 2023, 2024
- Winnaar National League Wild Card (van 1994 t/m heden) (4×): 1996, 2006, 2020, 2021
- National League Wild Card Game (van 2012 t/m 2019 en 2021) (1×): 2021
- National League Wild Card Series (2020 en sinds 2022) (1×): 2020

## Seizoensoverzicht
| Seizoen             | Niveau | League | Divisie | Eindstand                            | Gewonnen | Verloren | Win. Percentage | Achterstand | Postseason (Playoffs)                                                                                                 | Awards |
| ------------------- | ------ | ------ | ------- | ------------------------------------ | -------- | -------- | --------------- | ----------- | --- | --- |
| Los Angeles Dodgers |        |        |         |                                      |          |          |                 |             | | |
| 1958                | MLB    | NL     | -       | 7                                    | 71       | 83       | .461            | 21          | - | - |
| 1959                | MLB    | NL     | -       | 1                                    | 88       | 68       | .564            | -           | Winnaar WS vs. White Sox 4 - 2                                                                                        | Larry Sherry (MLB WS Most Valuable Player Award) Walt Alston (AP NL Manager of the Year Award) |
| 1960                | MLB    | NL     | -       | 4                                    | 82       | 72       | .532            | 13          | - | Frank Howard (MLB NL Rookie of the Year) |
| 1961                | MLB    | NL     | -       | 2                                    | 89       | 65       | .578            | 4           | - | - |
| 1962                | MLB    | NL     | -       | 2                                    | 102      | 63       | .618            | 1           | - | Don Drysdale (MLB NL Cy Young Award) Maury Wills (MLB NL Most Valuable Player Award) |
| 1963                | MLB    | NL     | -       | 1                                    | 99       | 63       | .611            | -           | Winnaar WS vs. Yankees 4 - 0                                                                                          | Sandy Koufax (MLB NL Cy Young Award, MLB NL Most Valuable Player Award, MLB Triple Crown & MLB WS Most Valuable Player Award) |
| 1964                | MLB    | NL     | -       | 7                                    | 80       | 82       | .494            | 13          | - | - |
| 1965                | MLB    | NL     | -       | 1                                    | 97       | 65       | .599            | -           | Winnaar WS vs. Twins 4 - 3                                                                                            | Sandy Koufax (MLB NL Cy Young Award, MLB Triple Crown & MLB WS Most Valuable Player Award) Jim Lefebvre (MLB NL Rookie of the Year) Walt Alston (AP NL Manager of the Year Award)                                                                                    |
| 1966                | MLB    | NL     | -       | 1                                    | 95       | 67       | .586            | -           | Verliezer WS vs. Orioles 0 - 4                                                                                        | Sandy Koufax (MLB NL Cy Young Award & MLB Triple Crown) Walt Alston (AP NL Manager of the Year Award) |
| 1967                | MLB    | NL     | -       | 8                                    | 73       | 89       | .451            | 28½         | - | - |
| 1968                | MLB    | NL     | -       | 8                                    | 76       | 86       | .469            | 21          | - | - |
| 1969                | MLB    | NL     | West    | 4                                    | 85       | 77       | .525            | 8           | - | Ted Sizemore (MLB NL Rookie of the Year) |
| 1970                | MLB    | NL     | West    | 2                                    | 87       | 74       | .540            | 14½         | - | - |
| 1971                | MLB    | NL     | West    | 2                                    | 89       | 73       | .549            | 1           | - | - |
| 1972                | MLB    | NL     | West    | 3                                    | 85       | 70       | .548            | 10½         | - | - |
| 1973                | MLB    | NL     | West    | 2                                    | 95       | 66       | .590            | 3½          | - | - |
| 1974                | MLB    | NL     | West    | 1                                    | 102      | 60       | .630            | -           | Winnaar NLCS vs. Pirates 3 - 1 Verliezer WS vs. Athletics 1 - 4                                                       | Mike Marshall (MLB NL Cy Young Award) Steve Garvey (MLB NL Most Valuable Player Award) Walt Alston (AP NL Manager of the Year Award) |
| 1975                | MLB    | NL     | West    | 2                                    | 88       | 74       | .543            | 20          | - | - |
| 1976                | MLB    | NL     | West    | 2                                    | 92       | 70       | .568            | 10          | - | - |
| 1977                | MLB    | NL     | West    | 1                                    | 98       | 64       | .605            | -           | Winnaar NLCS vs. Phillies 3 - 1 Verliezer WS vs. Yankees 2 - 4                                                        | Tommy Lasorda (AP NL Manager of the Year Award) |
| 1978                | MLB    | NL     | West    | 1                                    | 95       | 67       | .586            | -           | Winnaar NLCS vs. Phillies 3 - 1 Verliezer WS vs. Yankees 2 - 4                                                        | - |
| 1979                | MLB    | NL     | West    | 3                                    | 79       | 83       | .488            | 11½         | - | Rick Sutcliffe (MLB NL Rookie of the Year) |
| 1980                | MLB    | NL     | West    | 2                                    | 92       | 71       | .564            | 1           | - | Steve Howe (MLB NL Rookie of the Year) |
| 1981                | MLB    | NL     | West    | 1 (1e Helft) 4 (2e Helft) 2 (Totaal) | 36 27 63 | 21 26 47 | .632 .509 .573  | - 6 4       | Winnaar NLDS vs. Astros 3 - 2 Winnaar NLCS vs. Expos 3 - 2 Winnaar WS vs. Yankees 4 - 2                               | Fernando Valenzuela (MLB NL Cy Young Award & MLB Rookie of the Year) Ron Cey (MLB WS Most Valuable Player Award) Pedro Guerrero (MLB WS Most Valuable Player Award) Steve Yeager (MLB WS Most Valuable Player Award) Tommy Lasorda (AP NL Manager of the Year Award) |
| 1982                | MLB    | NL     | West    | 2                                    | 88       | 74       | .543            | 1           | - | Steve Sax (MLB NL Rookie of the Year) |
| 1983                | MLB    | NL     | West    | 1                                    | 91       | 71       | .562            | -           | Verliezer NLCS vs. Phillies 1 - 3                                                                                     | Tommy Lasorda (MLB NL Manager of the Year Award & AP NL Manager of the Year Award) |
| 1984                | MLB    | NL     | West    | 4                                    | 79       | 83       | .488            | 13          | - | - |
| 1985                | MLB    | NL     | West    | 1                                    | 95       | 67       | .586            | -           | Verliezer NLCS vs. Cardinals 2 - 4                                                                                    | - |
| 1986                | MLB    | NL     | West    | 5                                    | 73       | 89       | .451            | 23          | - | - |
| 1987                | MLB    | NL     | West    | 4                                    | 73       | 89       | .451            | 17          | - | - |
| 1988                | MLB    | NL     | West    | 1                                    | 94       | 67       | .584            | -           | Winnaar NLCS vs. Mets 4 - 3 Winnaar WS vs. Athletics 4 - 1                                                            | Orel Hershiser (MLB NL Cy Young Award & MLB WS Most Valuable Player Award) Kirk Gibson (MLB NL Most Valuable Player Award) Tommy Lasorda (MLB NL Manager of the Year Award & AP Manager of the Year Award)                                                           |
| 1989                | MLB    | NL     | West    | 4                                    | 77       | 83       | .481            | 14          | - | - |
| 1990                | MLB    | NL     | West    | 2                                    | 86       | 76       | .531            | 5           | - | - |
| 1991                | MLB    | NL     | West    | 2                                    | 93       | 69       | .574            | 1           | - | - |
| 1992                | MLB    | NL     | West    | 6                                    | 63       | 99       | .389            | 35          | - | Eric Karros (MLB NL Rookie of the Year) |
| 1993                | MLB    | NL     | West    | 4                                    | 81       | 81       | .500            | 23          | - | Mike Piazza (MLB NL Rookie of the Year) |
| 1994                | MLB    | NL     | West    | 1                                    | 58       | 56       | .509            | -           | Wegens staking geen playoffs                                                                                          | Raul Mondesi (MLB NL Rookie of the Year) |
| 1995                | MLB    | NL     | West    | 1                                    | 78       | 66       | .542            | -           | Verliezer NLDS vs. Reds 0 - 3                                                                                         | Hideo Nomo (MLB NL Rookie of the Year) |
| 1996                | MLB    | NL     | West    | 2                                    | 90       | 72       | .556            | 1           | Verliezer NLDS vs. Braves 0 - 3                                                                                       | Todd Hollandsworth (MLB NL Rookie of the Year) |
| 1997                | MLB    | NL     | West    | 2                                    | 88       | 74       | .543            | 2           | - | - |
| 1998                | MLB    | NL     | West    | 3                                    | 83       | 79       | .512            | 15          | - | - |
| 1999                | MLB    | NL     | West    | 3                                    | 77       | 85       | .475            | 23          | - | - |
| 2000                | MLB    | NL     | West    | 2                                    | 86       | 76       | .531            | 11          | - | - |
| 2001                | MLB    | NL     | West    | 3                                    | 86       | 76       | .531            | 6           | - | - |
| 2002                | MLB    | NL     | West    | 3                                    | 92       | 70       | .568            | 6           | - | - |
| 2003                | MLB    | NL     | West    | 2                                    | 85       | 77       | .525            | 15½         | - | - |
| 2004                | MLB    | NL     | West    | 1                                    | 93       | 69       | .574            | -           | Verliezer NLDS vs. Cardinals 1 - 3                                                                                    | Eric Gagne (MLB NL Cy Young Award) |
| 2005                | MLB    | NL     | West    | 4                                    | 71       | 91       | .438            | 11          | - | - |
| 2006                | MLB    | NL     | West    | 2                                    | 88       | 74       | .543            | -           | Verliezer NLDS vs. Mets 0 - 3                                                                                         | - |
| 2007                | MLB    | NL     | West    | 4                                    | 82       | 80       | .506            | 8           | - | - |
| 2008                | MLB    | NL     | West    | 1                                    | 84       | 78       | .519            | -           | Winnaar NLDS vs. Cubs 3 - 0 Verliezer NLCS vs. Phillies 1 - 4                                                         | - |
| 2009                | MLB    | NL     | West    | 1                                    | 95       | 67       | .586            | -           | Winnaar NLDS vs. Cardinals 3 - 0 Verliezer NLCS vs. Phillies 1 - 4                                                    | - |
| 2010                | MLB    | NL     | West    | 4                                    | 80       | 82       | .494            | 12          | - | - |
| 2011                | MLB    | NL     | West    | 3                                    | 82       | 79       | .509            | 11½         | - | Clayton Kershaw (MLB NL Cy Young Award & MLB Triple Crown) |
| 2012                | MLB    | NL     | West    | 2                                    | 86       | 76       | .531            | 8           | - | - |
| 2013                | MLB    | NL     | West    | 1                                    | 92       | 70       | .568            | -           | Winnaar NLDS vs. Braves 3 - 1 Verliezer NLCS vs. Cardinals 2 - 4                                                      | Clayton Kershaw (MLB NL Cy Young Award) |
| 2014                | MLB    | NL     | West    | 1                                    | 94       | 68       | .580            | -           | Verliezer NLDS vs. Cardinals 1 - 3                                                                                    | Clayton Kershaw (MLB NL Cy Young Award & MLB NL Most Valuable Player Award) |
| 2015                | MLB    | NL     | West    | 1                                    | 92       | 72       | .568            | -           | Verliezer NLDS vs. Mets 2 - 3                                                                                         | - |
| 2016                | MLB    | NL     | West    | 1                                    | 91       | 71       | .562            | -           | Winnaar NLDS vs. Nationals 3 - 2 Verliezer NLCS vs. Cubs 2 - 4                                                        | Corey Seager (MLB NL Rookie of the Year) Dave Roberts (MLB NL Manager of the Year Award) |
| 2017                | MLB    | NL     | West    | 1                                    | 104      | 58       | .642            | -           | Winnaar NLDS vs. Diamondbacks 3 - 0 Winnaar NLCS vs. Cubs 4 - 1 Verliezer WS vs. Astros 3 - 4                         | Cody Bellinger (MLB NL Rookie of the Year) |
| 2018                | MLB    | NL     | West    | 1                                    | 92       | 71       | .564            | -           | Winnaar NLDS vs. Braves 3 - 1 Winnaar NLCS vs. Brewers 4 - 3 Verliezer WS vs. Red Sox 1 - 4                           | - |
| 2019                | MLB    | NL     | West    | 1                                    | 106      | 56       | .654            | -           | Verliezer NLDS vs. Nationals 2 - 3                                                                                    | Cody Bellinger (MLB NL Most Valuable Player Award) |
| 2020                | MLB    | NL     | West    | 1                                    | 43       | 17       | .717            | -           | Winnaar NLWCS vs. Brewers 2 - 0 Winnaar NLDS vs. Padres 3 - 0 Winnaar NLCS vs. Braves 4 - 3 Winnaar WS vs. Rays 4 - 2 | Corey Seager (MLB WS Most Valuable Player Award) |
| 2021                | MLB    | NL     | West    | 2                                    | 106      | 56       | .660            | 1           | Winnaar NLWC vs. Cardinals Winnaar NLDS vs. Giants 3 - 2 Verliezer NLCS vs. Braves 2 - 4                              | - |
| 2022                | MLB    | NL     | West    | 1                                    | 111      | 51       | .685            | -           | - | - |
| 2023                | MLB    | NL     | West    | 1                                    | 100      | 62       | .617            | -           | - | - |
| 2024                | MLB    | NL     | West    | 1                                    | 98       | 64       | .586            | -           | Winnaar NLDS vs. Padres 3 - 2 Winnaar NLCS vs. Mets 4 - 2 Winnaar WS vs. Yankees 4 - 1                                | Freddie Freeman (MLB WS Most Valuable Player Award) |

## Actuele 40-Man Roster

Cap Logo

✚ Op het inactive roster | ✚✚ Op de 60-day disabled list

Per 21 maart 2020
| Pitchers - 31 Tyler Anderson - 52 Phil Bickford - 21 Walker Buehler ++ - 64 Caleb Ferguson - 26 Tony Gonsolin - 28 Andrew Heany - 22 Clayton Kershaw - 46 Craig Kimbrel - 85 Dustin May ++ - 59 Evan Philips - 33 David Price - 57 Jake Reed - 49 Blake Treinen ++ - 07 Julio Urias - 51 Alex Vesia | Catchers - 15 Austin Barnes - 16 Will Smith Infielders - 17 Hanser Alberto - 05 Freddie Freeman - 18 Jake Lamb - 09 Gavin Lux - 13 Max Muncy - 08 Zach McKinstry - 10 Justin Turner - 06 Trea Turner Outfielders - 35 Cody Bellinger - 50 Mookie Betts - 25 Trayce Thompson - 03 Chris Taylor ++ | Manager - 30 Dave Roberts Coaches - 88 Bob Geren (Bench Coach) - 99 Mark Prior (Pitching Coach) - 73 Brant Brown (Hitting Coach) - 86 Clayton McCullough (First Base Coach) - 91 Dino Ebel (Third Base Coach) - 54 Josh Bard (Bullpen Coach) - 65 Aaron Bates (Assistant Hitting Coach) - 87 Connor McGuiness (Assistant Pitching Coach) - 00 Danny Lehmann (Game Planning, Communications Coach) - 82 Steve Cilladi (Bullpen Catcher) |